# Produtor de eventos
Produtor de Eventos (em inglês: Producer of Events) é responsável pelo desenvolvimento de atividade planejamento, logística, administração dos recursos e apresentação de prestadores de serviços especializados de eventos a partir da Programação e Conceito do Evento (que é apresentado pelo Organizador). O Produtor de Eventos é uma profissão diferente do Promotor de Eventos que é responsável pela de promoção e divulgação do evento. O termo promoter está relacionado a imagem e a promoção dos eventos, diferente da responsabilidade do Produtor de Eventos, que está relacionada a toda infraestrutura e logística que um evento demanda. Dessa forma, o termo "Produtor de Eventos" refere-se ao profissional que trabalha nos bastidores do evento.

## Características
É o profissional que centraliza todas as partes organizacionais, operacionais e administrativas de um evento, o profissional responsável por todas as etapas relacionadas ao evento. Deve ter noções de produção de eventos, administrativas, marketing, comunicação social e contabilidade. O produtor de eventos deve ser uma pessoa com equilíbrio emocional, iniciativa, velocidade de raciocínio, organização, responsabilidade, pontualidade, visão global (do seu projeto e do mundo), disponibilidade, eficiência (utilizar da melhor forma possível todos os recursos disponíveis) e eficácia (obtendo os melhores resultados possíveis).
De forma resumida: Produtor de eventos é o profissional que organiza, planeja, orienta e acompanha todas as fases da realização de um evento de qualquer tipo, seja uma festa, um show, uma formatura, uma convenção, uma feira, um congresso, um casamento, etc, para empresas ou organizações públicas ou privadas. Cabe ao produtor a responsabilidade de gerenciar todos os serviços necessários para cada evento, como iluminação, som, segurança, acomodação, e alimentação, e fazer cumprir o cronograma combinado, bem como resolver eventuais problemas de última hora. A montagem e a desmontagem dos locais de produção é sempre acompanhada por algum funcionário do staff, que é a equipe de produtores do evento.

## Carreira profissional
Os Produtores de eventos podem atingir outras posições mais elevadas na empresa ou iniciar sua própria empresa fornecedora de serviços para eventos.

### Local de trabalho
Trabalham em escritórios, nos locais dos clientes, onde os eventos ocorrerão, locais fechados ou abertos. Alguns produtores viajam para eventos que ocorrerão em outros lugares. As condições de trabalho variam dependendo do local e do tipo do evento e podem ser estressantes.

### Horários de trabalho
Trabalham normalmente nas horas normais de um escritório embora possam trabalhar longos períodos de tempo quando se aproxima a data de um evento. Os eventos normalmente ocorrem fora do horário normal e, assim, muitas vezes, o produtor de eventos tem que trabalhar nos fins de semana ou durante a noite. Em resumo, o horário de trabalho é muito variado pois normalmente o horário de entretenimento das outras pessoas será seu horário de trabalho.

### Equipamentos
Usam telefones celulares, computadores e softwares de gerenciamento de eventos. Podem alugar outros equipamentos com iluminação, palco e equipamentos de som.

### Contato com pessoas
Trabalham com uma ampla variedade de profissionais e organizações sendo que os vários grupos com os quais interagem depende do tipo de evento. Normalmente os contatos são os seguintes:
- Fornecedores de refeição, lanches, etc.
- Fornecedores de equipamentos e transporte para eventos.
- Locais, hotel, funcionários de companhias aéreas.
- Agentes de artistas, músicos e conferencistas.
- Representantes de empresas, comunidades e organizações de eventos.
- Advogados e contadores.
- Voluntários e assistentes.
- As pessoas que estarão presentes nos eventos.
- Imprensa
- Patrocinadores

## Área de atuação
Produtor de Eventos é responsável por criar planos e documentação para o evento, acompanhar captação e investimento estimado, criar orçamentos para o evento, encontrar e organizar fornecedores, funcionários e voluntários, reservar os locais e equipamentos do evento. Atuam junto ao produtor de eventos o Organizador e o Promotor de Eventos e os Fornecedores. Cujas funções são:

### Organizador de Eventos
- Desenvolvimento dos conceitos do evento
- Criação dos conteúdos e programação do evento
- Elaboração do marketing
- Captação ou venda de ingressos.

### Promotor de Eventos
- Promoção e Marketing do evento nas mídias e para os grupos
- Acompanhamento do desenrolar do evento

Se necessário
- Organização e arrecadação de fundos, patrocínios e distribuição/venda de convites/ingressos para o evento

### Fornecedores de Eventos
- Prestação de serviços específicos contratados
- Maioria micro e pequenas empresas

## Formação Profissional
A Educação secundária não é suficiente para o atual mercado de eventos. Além da graduação, é recomendável que os coordenadores de eventos assistam palestras, façam cursos e estejam em constante atualização e reciclagem.
Existe o curso de nível superior em Produção e Gestão de Eventos, bem como o curso de Produtor Cultural, esse profissional tem seu diferencial no mercado competitivo pois antes, acreditava-se que não havia necessidade e/ou formação específica na área. Algumas matérias extras incluem: inglês, matemática, administração e contabilidade.
Uma boa experiência é ter trabalhado em alguma das seguintes áreas: hotelaria, turismo, gerencia de projetos, relações públicas, marketing e administração.